# Ark Linux
Ark Linux – dystrybucja systemu GNU/Linux bazująca na Red Hat Linux. Nie jest już rozwijana. Przeznaczona była głównie do komputerów biurowych i stacji roboczych. Nastawiona na łatwość instalacji i użytkowania. Składała się z trzech płyt CD, z czego jedynie pierwsza zawierała właściwą część Ark Linux; dwie kolejne zawierały dodatkowe oprogramowanie – „Ark Extra Software” i „Ark Development Suite”.

## Zasady Ark Linux
Główne cele towarzyszące tworzeniu Ark Linux to:
- łatwość instalacji i nauki,
- posiadanie wszystkich narzędzi i aplikacji potrzebnych przeciętnemu użytkownikowi,
- nieprzeładowanie zawartości aplikacjami zbędnymi dla przeciętnego użytkownika,
- skrócenie i uproszczenie procesu instalacji dodatkowego oprogramowania do minimum,
- stworzenie przystępnego środowiska pracy i rozwoju,
- oprogramowanie 100% wolne – użycie GPL, gdzie tylko możliwe, w innym wypadku licencja wolna lub z otwartego źródła[2]

## Zawartość
Ark Linux składał się z jednej płyty CD, która zawierała wszystkie typowe aplikacje niezbędne dla użytkownika, takie jak pakiet biurowy, narzędzia dostępu do internetu, klient wymiany plików, odtwarzacze multimedialne itp. Ark Linux nie zawierał nic poza tym. Dla przykładu aplikacje serwerowe i narzędzia konfiguracyjne nie były już częścią systemu.
Wiele aplikacji, których nie zawierał Ark Linux, można było doinstalować online przy pomocy Advanced Packaging Tool lub dodatkowej płyty CD.
Dodatkowo dostępny był oddzielny internetowy magazyn niewspieranego oprogramowania (zawierał on darmowe oprogramowanie, ale nie typu open source, np. Adobe Flash).